# Bruno Polius
 (janvier 2020).
Si vous disposez d'ouvrages ou d'articles de référence ou si vous connaissez des sites web de qualité traitant du thème abordé ici, merci de compléter l'article en donnant les références utiles à sa vérifiabilité et en les liant à la section « Notes et références ».
Bruno Polius, né le 8 mai 1958, est un chanteur, musicien et compositeur français. Il a été entre autres un des principaux solistes du groupe Les Poppys et des Petits chanteurs d'Asnières, ce qui, par la suite, le conduit à collaborer avec de nombreux artistes dont Johnny Hallyday, Michel Sardou, Mireille Mathieu (Monsieur Pagnol), Catherine Lara (album Flamenrock), Nicoletta (Tous orphelins) parmi d'autres.

## Biographie
Bruno Victoire Polius est né d'un père martiniquais et d'une mère polonaise.
En 1965, à l'âge de 7 ans, ses parents le placent dans une chorale, Les petits chanteurs de l'Ile de France, les Petits chanteurs d'Asnières. En 1967, première tournée en Angleterre.
En 1968, c'est à l'âge de 10 ans, qu'il enregistre le générique du feuilleton Sébastien parmi les hommes de Cécile Aubry L'oiseau  : 1 600 000 disques vendus, et diffusion francophone du feuilleton au Canada.
En 1969, création des Modern Mômes Quartet, premier groupe issu des Petits chanteurs d'Asnières.
En 1970, création du groupe Poppys : entre 1970 à 1974, 5 millions de disques vendus et plusieurs tournées européennes. En 1971, il interprète Non, non, rien n'a changé, double Disque d'or (Fr-NL). 
De 1975-1978, carrière solo : Production François Bernheim - Jacqueline Herrensmith
Label indépendant avec la sortie de cinq 45 tours.
À partir de 1979-1980, collaboration avec son directeur artistique Pierre Billon, pour le 1er album solo de Joëlle (du groupe Il était une fois), en tant que compositeur.
À partir de 1982, il collabore avec Johnny Hallyday : guitariste et co-compositeur de plusieurs titres sur l'album Quelque part un aigle ainsi que, guitariste et compositeur de trois morceaux sur l'album La Peur. Cette même année, il accompagne Hallyday sur la scène du Palais des sports de Paris (puis en tournée en 1982-1983), pour le spectacle Fantasmhallyday (album Palais des sports 82). En 1984, l'album Drôle de métier comprend un titre de sa composition.
En 1985, il compose Tous orphelins pour Nicoletta ; la chanson est enregistrée à Londres.
En 1989 et 1990, il collabore avec le Conservatoire de Gennevilliers (E.N.M) pour un spectacle basé sur les thèmes de Pink Floyd The Wall.
En 2000, collaboration artistique et logistique à la Journée des Oubliés, spectacle au Stade de France : 150 percussionnistes sous la direction de Monsieur Koné et Eric Charlec, en collaboration avec TF1.
Entre 2001 et 2005, rencontre avec le Cirque du Grand Céleste pour la création Artistique et Musicale (spectacle vivant plébiscité par la presse parisienne), meilleur spectacle de Cirque théâtral de l'année 2003.